# Homoneura bistriata
Homoneura bistriata är en tvåvingeart som först beskrevs av Kertesz 1915.  Homoneura bistriata ingår i släktet Homoneura och familjen lövflugor. Inga underarter finns listade i Catalogue of Life.